# B&B Warsaw
B&B Warsaw – dziewiąty album studyjny polskiego rapera Kaz Bałagane. Wydawnictwo ukazało się 14 kwietnia 2023 nakładem wytwórni muzycznej Narkopop w dystrybucji e-Muzyka.
Album jest utrzymany w stylu muzyki hip-hop. Składa się z wersji standardowej (1 CD).
Płyta zadebiutowała na 2. miejscu polskiej listy sprzedaży – OLiS. Wydawnictwo uzyskało status platynowej płyty, przekraczając liczbę 30 tysięcy sprzedanych kopii.

## Lista utworów
Opracowano na podstawie materiału źródłowego.
| B&B Warsaw – Wersja standardowa | B&B Warsaw – Wersja standardowa | B&B Warsaw – Wersja standardowa |
| Nr                              | Tytuł utworu                    | Długość                         |
| ------------------------------- | ------------------------------- | ------------------------------- |
| 1.                              | „Ratusz Arsenał”                | 1:48                            |
| 2.                              | „Dzwony”                        | 3:13                            |
| 3.                              | „Ta syrenka nie potrafi pływać” | 2:58                            |
| 4.                              | „Moonrock”                      | 2:32                            |
| 5.                              | „Stare Miasto / Nowe Miasto”    | 2:04                            |
| 6.                              | „Numer o spodenkach krótkich”   | 2:35                            |
| 7.                              | „Nad Wisełką”                   | 2:59                            |
| 8.                              | „Jak żyć w WWA”                 | 2:54                            |
| 9.                              | „Cukier”                        | 2:49                            |
| 10.                             | „Pl. Zbawiciela (500+ Anthem)”  | 2:03                            |
| 11.                             | „Zguby”                         | 3:40                            |
| 12.                             | „Ja nie tańczę”                 | 2:47                            |
| 13.                             | „Gps”                           | 2:35                            |
| 14.                             | „Za dużo”                       | 3:10                            |
| 15.                             | „Wrażliwa dusza”                | 2:28                            |
| 16.                             | „Bania u Cygana”                | 2:48                            |
| 17.                             | „Ostatnia guma”                 | 2:42                            |
| 18.                             | „Janusz Yeyko”                  | 3:26                            |
| 19.                             | „Warszawa Centralna”            | 2:38                            |
|                                 |                                 | 52:09                           |

## Pozycja na liście sprzedaży

### Pozycja na liście tygodniowej
| Kraj   | Lista (2023)  | Najwyższa pozycja |
| ------ | ------------- | ----------------- |
| Polska | OLiS – albumy | 2                 |

## Certyfikaty
| Kraj          | Certyfikat      | Sprzedaż |
| ------------- | --------------- | -------- |
| Polska (ZPAV) | platynowa płyta | 30 000+  |